# 合溪镇
合溪镇，是中华人民共和国重庆市南川区下辖的一个乡镇级行政单位。

## 行政区划
合溪镇下辖以下地区：
九溪社区、文安社区、草坝村、广福村和风门村。